# Anna Klein-Plaubel
Anna Friederike Mathilde Klein, geborene Plaubel, verheiratete Klein, genannt Klein-Plaubel (* 4. März 1900 in Frankfurt am Main; † 8. Februar 1990 ebenda) war eine deutsche Oberaufseherin im KZ Ravensbrück.

## Leben
Klein-Plaubel war in ihrer Heimatstadt in führender Funktion für die Plaubel Verkaufs- und Kommanditgesellschaft tätig, bis die Fabrik im Zweiten Weltkrieg infolge von Luftangriffen zerstört wurde. Durch das Arbeitsamt Frankfurt am Main wurde sie am 30. Juli 1943 aufgefordert zum 1. September 1943 eine Tätigkeit als Büroangestellte im KZ Ravensbrück aufzunehmen. Von Beginn an war geplant sie als leitende Oberaufseherin einzusetzen, womit die Lagerleitung jedoch nicht einverstanden war. Möglicherweise hatte sie bereits Kontakt zu Oswald Pohl, dem Leiter des WVHA, aufgenommen. Daher verrichtete sie zunächst eine dreimonatige Probezeit, bis sie im Dezember 1943 den Posten der Oberaufseherin antrat. Sie setzte in Ravensbrück die Lagerordnung durch und verhörte auch Häftlinge. Aufgrund von Intrigen verlor sie Ende 1944 ihren Posten und erhielt die Kündigung, woraufhin sie aus dem Lagerdienst ausschied. Anschließend war sie arbeitslos und verzog mehrmals.
Nach Kriegsende wurde sie in Frankfurt am Main Mitte Juni 1946 durch amerikanische Militärpolizisten verhaftet und interniert. Klein-Plaubel wurde im letzten Verfahren der von der britischen Besatzungsmacht durchgeführten Ravensbrück-Prozesse mit fünf weiteren KZ-Aufseherinnen ab dem 2. Juli 1948 im Zuge der Curiohaus-Prozesse angeklagt. Den Angeklagten waren der Misshandlung alliierter Staatsangehöriger und der Teilnahme an Selektionen beschuldigt. Wie auch die anderen Angeklagten bekannte sich Klein-Plaubel zu Prozessbeginn für „nicht schuldig“ und stritt die gegen sie gemachten Anschuldigungen ab. Klein-Plaubel beschuldigte wiederum die seinerzeit stellvertretende Oberaufseherin Dorothea Binz, die wenige Wochen zuvor hingerichtet worden war, der Misshandlung von Häftlingsfrauen. Sie behauptete ferner Beschwerden von weiblichen Häftlingen aufgenommen und für deren Versetzung beziehungsweise Bestrafung gesorgt zu haben, nur im Fall von Binz sei sie diesbezüglich nicht erfolgreich gewesen. Nur wenige Ravensbrücküberlebende konnten über die ehemalige Oberaufseherin Klein-Plaubel und ihre Nachfolgerin in dieser Funktion Luise Brunner überhaupt Auskunft geben, da diese „vor allem für die Kontrolle des weiblichen Wachpersonals zuständig waren und die Gefangenen deshalb nicht zwangsläufig mit ihnen in Kontakt kamen.“ Am 21. Juli 1948 wurde Klein-Plaubel aus Mangel an Beweisen freigesprochen.
Klein-Plaubel wurde 1973 als Zeugin im Rahmen von Ermittlungen bezüglich des KZ Ravensbrück durch die Staatsanwaltschaft Frankfurt am Main vernommen, als Beruf gab sie Hausfrau an.